# Forschungsgruppe Weltanschauungen in Deutschland

Logo der fowid

Die Forschungsgruppe Weltanschauungen in Deutschland (fowid) wurde im Januar 2005 von der Giordano-Bruno-Stiftung ins Leben gerufen. Sie verfolgt das Ziel, umfassende empirische Informationen zu allen Aspekten von Weltanschauungen zu erheben, auszuwerten, zusammenzufassen und öffentlich zugänglich zu machen.

## Arbeitsinhalte
Das Projekt hat es sich zur Aufgabe gemacht, umfassende Informationen zu allen Fragen, die mit Weltanschauungen, sowohl im religiösen wie im politischen Sinn, verbunden sind, zu erheben, auszuwerten, zusammenzufassen und öffentlich zugänglich zu machen. Er kann, laut Selbstdarstellung, bei seiner Arbeit „auf bereits vorhandene empirische Datensammlungen zurückgreifen (Statistische Jahrbücher, Jahresberichte, demoskopische Studien etc.)“. Zum Teil sei es möglich, „diese Daten einer statistischen Sekundäranalyse zu unterziehen“ und sie „speziell auf den weltanschaulichen Aspekt hin auszuwerten“. Ergänzt würden diese „teils übernommenen, teils neu analysierten Daten“ durch „Ergebnisse eigener empirischer Studien“. In der Darstellung werde „zwischen der sachbezogenen Beschreibung“ und gegebenenfalls „einer meinungsbezogenen Anmerkung unterschieden“.
Zu den Informationsangeboten gehört die jährlich aktualisierte Auswertung zu den Religionszugehörigkeiten in Deutschland mit Tortengrafik, die in Medien und Wissenschaft rezipiert wird.

## Kritik
Andreas Fincke, Theologe und ehemaliger stellvertretender Leiter der Evangelischen Zentralstelle für Weltanschauungsfragen, kritisierte die Gründung der Forschungsgruppe im Jahr 2006. Ihre Angaben seien zwar überwiegend verlässlich recherchiert, jedoch in der Auswahl tendenziös.

## Mitglieder
Die Mitarbeiter der Forschungsgruppe sind:
- Carsten Frerk, Politologe/Sozialwissenschaftler, Berlin (Koordinator)
- Eberhard Funk, Historiker/Betriebswirt/Politologe, Berlin
- Horst Groschopp, Kulturwissenschaftler, Zwickau
- Elke Held, Psychologin, Trier
- Günter Kehrer, Prof. em. für Religionssoziologe, Tübingen
- Werner Koch, Informatiker, Stuttgart
- Matthias Krause, Diplom-Kaufmann, Singapur
- Lutz Neumann, Sozialwissenschaftler, Berlin
- Rudolf Oerter, Prof. em. für Entwicklungspsychologie, München
- Carsten Ramsel, Religionswissenschaftler, Hamburg
- Michael Schmidt-Salomon, Philosoph/Publizist, Trier
- Herbert Steffen, Unternehmer, Oberwesel
- Tobias Wolfram, Sozialwissenschaftler, M.Sc.